# Église de La Décollation-de-Saint-Jean-Baptiste de L'Isle-Verte
Pour les articles homonymes, voir Église de la Décollation-de-Saint-Jean-Baptiste.
L'église de La Décollation-de-Saint-Jean-Baptiste de L'Isle-Verte est un lieu de culte catholique située à L'Isle-Verte au Québec (Canada). Cette église a été construite entre 1846 et 1855 selon les plans de l'architecte Charles-Philippe-Ferdinand Baillairgé et modifiée entre 1884 et 1890 selon les plans de David Ouellet. Son intérieur d'influence néo-gothique est considéré comme l'un des plus achevés par rapport aux églises de la même période. Elle a été classée en 2015 par le ministère de la Culture et des Communications. Elle est située dans le site patrimonial de l'îlot religieux de L'Isle-Verte.